# Selma, Texas
Selma är en stad (city) i Bexar County, Comal County, och Guadalupe County, i Texas. Vid 2010 års folkräkning hade Selma 5 540 invånare.